# CCTV-16
CCTV-16(CCTV-16 奧林匹克, 중국어: 中國中央電視台奧林匹克頻道)은 중국중앙텔레비전의 텔레비전 채널 중 하나이다.